# Rhynchoproctus andropygus
Rhynchoproctus andropygus är en mångfotingart som först beskrevs av Carl Graf Attems 1914.  Rhynchoproctus andropygus ingår i släktet Rhynchoproctus och familjen Harpagophoridae. Inga underarter finns listade i Catalogue of Life.